# 소그디아
소그디아(아제르바이잔어: sɒgdiə) 또는 소그디아나는 고대 이란족 계열의 유목민족인 스키타이인들을 부르는 단어인 소그드인들이 사는 나라라는 뜻이다. 오늘날의 중앙아시아의 일부 지역을 포함한다.  소그디아나는 다리우스 1세의 베히스툰 비문에서 18번째로 등장하며, 아케메네스 제국의 주를 일컫기도 했다. 아베스타에서는 소그디아나가 아후라 마즈다가 창조한 도시 중 2번째로 좋은 지역이라고 평가한다. 조로아스터교의 경전 벤디다드에서는 아리아나 베야 다음으로 이 지역을 언급하고 있으며, 이는 고대부터 이 지역이 중요했음을 암시한다. 소그디아나는 아케메네스 제국의 수립자인 키루스 2세가 진출했으며 이후 기원전 328년 마케도니아 왕국의 알렉산드로스 대왕이 이 지역을 병합했다. 이후에도 셀레우코스 제국, 그리스-박트리아 왕국, 쿠샨 제국, 에프탈, 사산 제국이 존재했다. 기원전 4세기 카라수크 문화의 스키타이는 흉노에 영향을 주었고 2세기부터 튀르크족인 흉노와 훈족들이 스키타이와 함께 이 지역에서 유목 생활을 하였다. 6세기부터는 중앙아시아에서 발흥한 튀르크인들이 돌궐제국을 건국하면서 소그드인과 돌궐인들이 구분되지 않았으며 소그디아나는 튀르크화되었다.
소그드 국가들은 정치적으로 완전히 통합되지는 못했지만 어느 정도 통합된 상태에서 사마르칸트를 중심으로 형성되었다. 소그디아나의 남쪽은 그리스 박트리아였고, 서쪽은 화레즘이었으며, 북서쪽에는 강거인들이 거주하고 있었다. 이 지역은 아무다리야강과 시르다리야강 사이의 지역으로, 제라프샨강이 흐르는 비옥한 지역이었다.  근세 시기에 소그드 도시들은 이식쿨호에서 수야브 일대까지 뻗어있었다. 동부 이란어의 일종인 소그드어는 더 이상 사용하지 않고 있지만, 이 언어의 직계 방언인 야그노비어는 타지키스탄의 야그노비인들이 여전히 사용하고 있었다. 돌궐제국이 건국되어서도 소그드어는 중앙아시아에서 공용어로 사용되었고, 돌궐 제1제국이 의회에서 기록을 남기기 위해 사용하기도 했다.
소그드 상인들과 정치인들은 동로마 제국에서도 활동했다. 그들은 비단길의 교역에서 있어서 중요한 중간 매개자 역할을 했다. 이들은 초기에 조로아스터교, 마니교, 불교를 믿었지만 이후 서아시아에서 유입된 네스토리우스파 기독교와 이슬람교도 믿었다. 999년 사만 제국이 멸망하고 동시에 소그드어가 쇠퇴하면서 이슬람교가 유행하였다.

## 이름
소그디아나(Sogdiana)는 '소그드'(Sogd)의 '땅'(ia)이라는 의미로, 중앙아시아의 아무다리야강과 시르다리야강 상류의 중간을 동서로 흐르는 제라흐샨 강의 옛 이름이다. 소그디아나는 중국과 서아시아, 유럽을 잇는 동서의 대상 무역로, 즉 실크로드의 요충지였을 뿐만 아니라남으로는 인도, 북으로는 초원의 세계를 잇는 교통상의 요지로서 국제적인 상업의 중심지로 번영하였다.
중국 기록에는 속과(粟戈), 속특(粟特), 솔리(窣利) 또는 속리(速利)라고 기록되어 있다. 솔리는 중세 페르시아어인 술리크(Sulik)의 대응이다.

## 역사
기원전 10세기 경 중앙아시아의 주요 오아시스를 따라 농경이 광범위하게 성행하면서 박트리아, 호라즘, 소그디아나 등지에서 단일방어체제를 갖춘 성벽을 가진 대규모 도시들이 형성되었다. 기원전 6세기 경에는 고대 박트리아와 함께 아케메네스 조 페르시아의 속국으로 편입되었다가 기원전 4세기경에는 마케도니아의 알렉산드로스 대왕에게 정복되었다.
기원전 133년에서 129년 사이에는 대월지의 세력하에 들었다가, 월지 중에 이른바 '쿠샨 세대'가 대두하면서 다시 쿠샨의 영역에 속하게 되었다. 쿠샨 왕조가 붕괴된 뒤에는 사산 조 페르시아에 조공을 바치기도 하였다. 한때 5세기 몽골 초원에서 발흥하여 알타이 산맥을 넘어 온 에프탈에 강점되었다가 6세기 중반 다시금 사산 조 페르시아와 튀르크(돌궐)의 연합군에 의해 567년 에프탈이 멸망하고, 이후 서돌궐의 지배를 받게 되면서 많은 이들이 서쪽으로 이동하였다.
역사적으로 기원전부터 서쪽으로는 페르시아나 알렉산드로스 대왕, 동쪽으로 대월지, 쿠샨, 에프탈, 서돌궐 등의 지배를 받으며 소그디아나 지역에서는 동서의 다양한 문화가 공존하였고, 동서 교류의 중심지로 발전하였다.
소그디아나의 중심도시로 가장 발달했던 곳은 사마르칸트인데, 사마르칸트를 비롯하여 여러 도시로 이루어진 연맹국가체제를 구축하고 있었다. 수당대 중국에서는 이 지역의 사람들을 통칭하여 소무구성(昭武九姓)이라고 불렀다. 소무구성의 중심국가는 사마르칸트를 기반으로 하는 강국(康國)이었다. 이 소무구성의 출현 이전부터 소그디아나 지역에 살고 있던 선주민과 서쪽으로 옮겨온 월지국 사람들을 통칭하여 소그드인이라 부르기도 한다.
소무구성은 에프탈의 뒤를 이어 소그디아나는 돌궐과는 상생 관계를 형성하면서 동서 교역의 주요 세력으로 성장하였다. 소그드인들은 중국에 와서 교역에 종사하였고, 중국 기록에서는 이들을 '호상'(胡商)이라고 불렀다.
7세기 중반 아랍의 침공을 받고 8세기 중반에 이르러서는 압바스 왕조에 의해 완전히 복속, 이슬람화되었다.

## 소그드 미술
3세기∼4세기의 고대 호라즘왕(王)의 도시유적(都市遺跡)이나 카시갈 지방을 중심으로 7세기∼10세기에 소그드인의 미술활동이 일어났다.
소그드인의 미의식이나 미적 감각은 이란 고원(高原)의 사산조(朝)의 영향을 농후하게 받고 있는 듯하다. 그들은 이란 고원의 페르시아인(人)과 같은 시체 처리를 행하며 그 조장(鳥葬)이나 풍장(風葬) 형식에서 힌트를 얻어 전문적으로 사육(飼育)한 개에게 시체를 먹이고 남은 뼈를 장골기(藏骨器, 오스아리)에 넣어 매장하고 있었다.
이소(泥塑)로 정사각형의 상자 모양을 만들어 외면에 주걱(spatula)으로 각문(刻文)과 인문(印文)의 장식문양을 베푼 관(棺)에 식물문(植物紋)을 넣은 뚜껑이 붙는데, 치졸(稚拙)하지만 힘찬 조형이 보이며, 다른 이상토우(泥象土偶)와 더불어 토착 소그드인의 미의식을 알 수가 있다.
그러나 피얀지겐트 출토의 벽화나 건축세부 등을 보면 궁정미술의 대표 유품처럼 보이며, 채화(彩畵)의 기법이나 또 선청색(鮮靑色)의 래피스 라즐리(청벽색의 돌로 아프가니스탄산)의 사용에 의한 효과, 또는 갑주(甲胄)의 형식, 왕후의 보관 등에 사산조(朝) 페르시아 미술의 영향을 받고 있다.
더욱이 소실(燒失)된 건물의 벽면에 사용했던 고부조(高浮彫) 장식에 연주문(連珠紋), 기마수렵문(騎馬狩獵紋)이 있으며 사산조(朝) 미술과 같은 경향이 있음을 확인할 수가 있다. 벽면의 채화법(彩畵法)이 후일의 페르시아 세밀화(細密畵, miniature)와 유사하여 러시아 학자의 일부에서는 소그드 회화가 세밀화의 기원이라고 주장하고 있을 정도이다.

## 사진

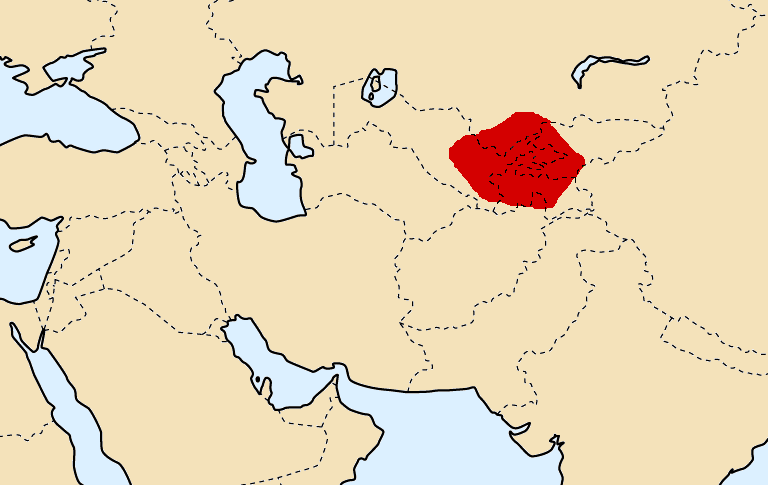
소그디아나, 300 BC.
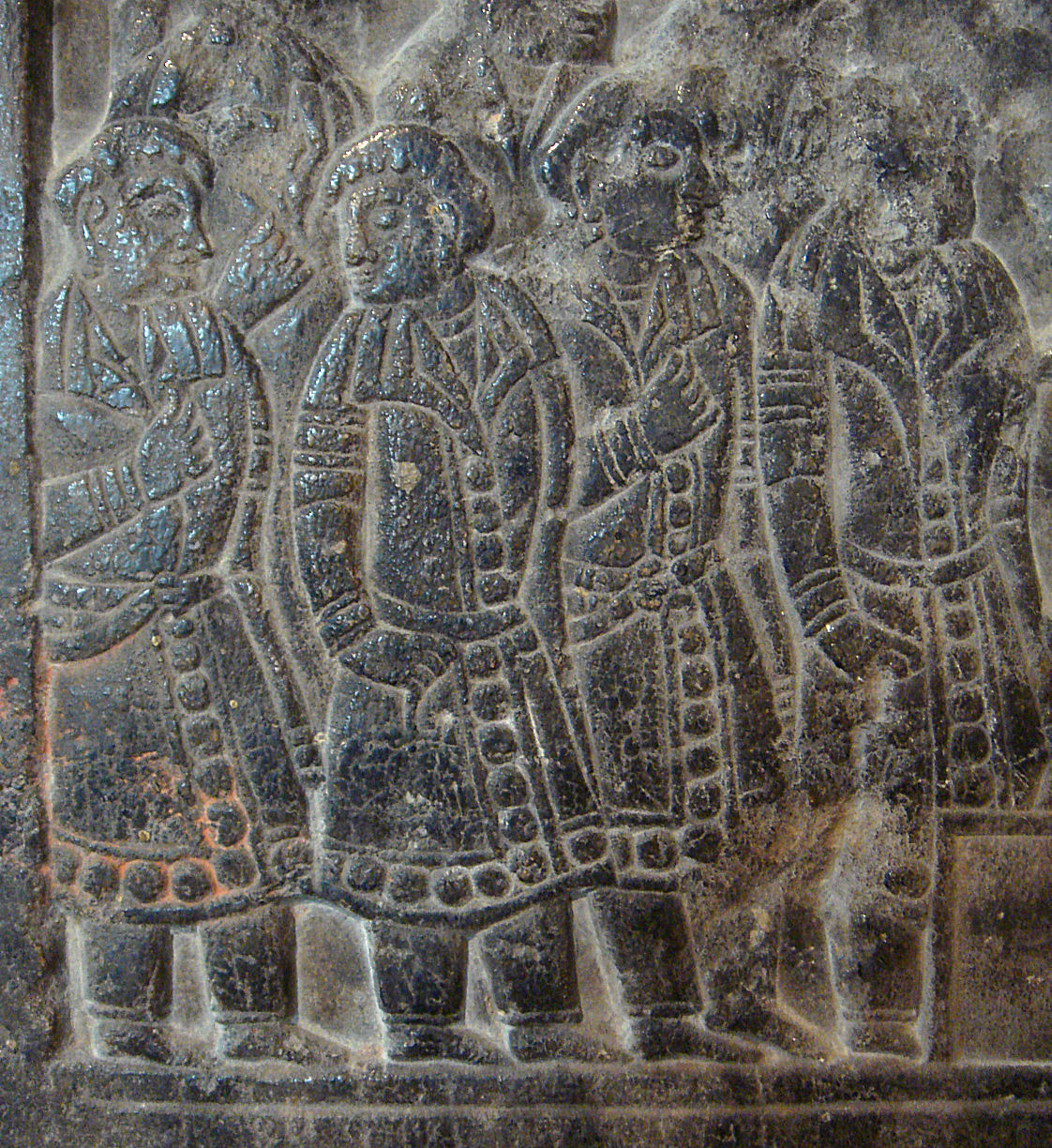
신년축제 중인 소그드인이 묘사된 돋음새김 묘비석, 567/573 AD.
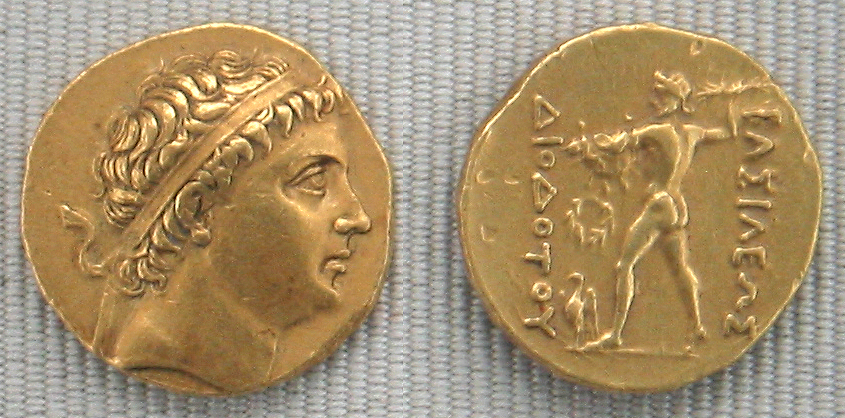
디오도토스 1세 소테르(그리스-박트리아)가 부조된 금화, 250 BC.
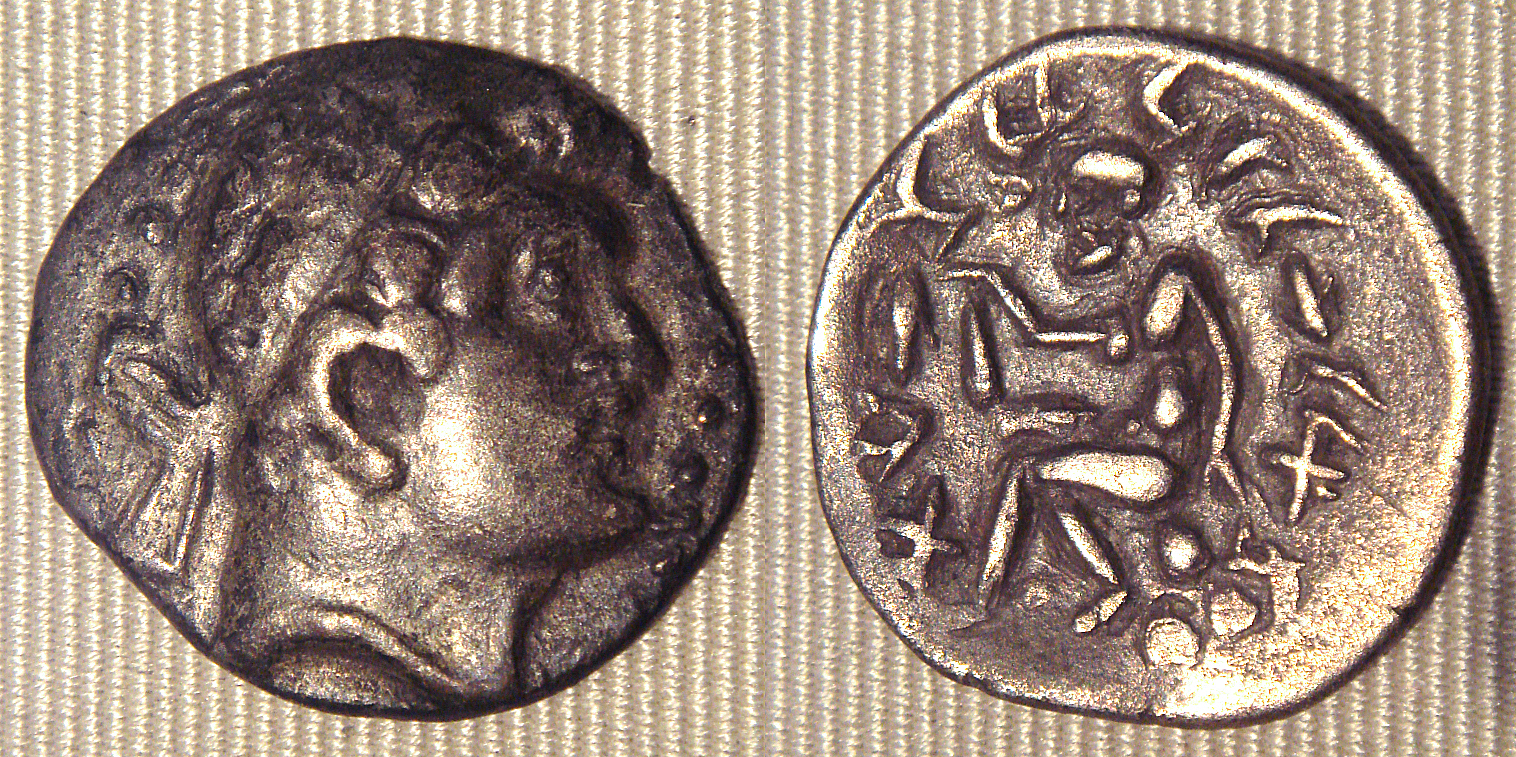
에우티데모스 1세 주화(이민족들의 복제품), 뒷면에는 아람어 범례문구가 새겨져있음. 에우티데모스가 소그디아나를 상실했음을 시사.
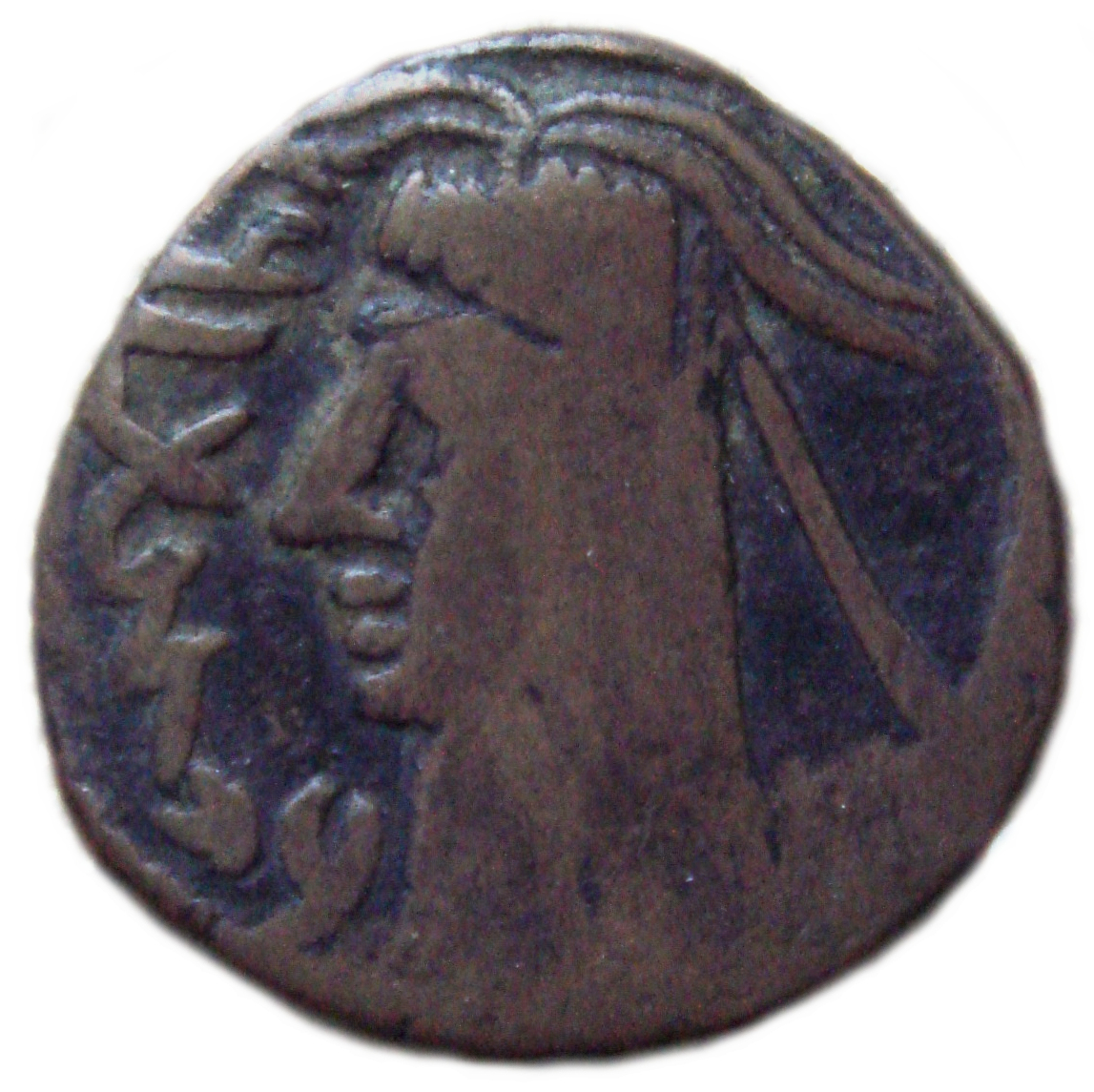
소그드 주화, 6세기 AD. 대영 박물관.
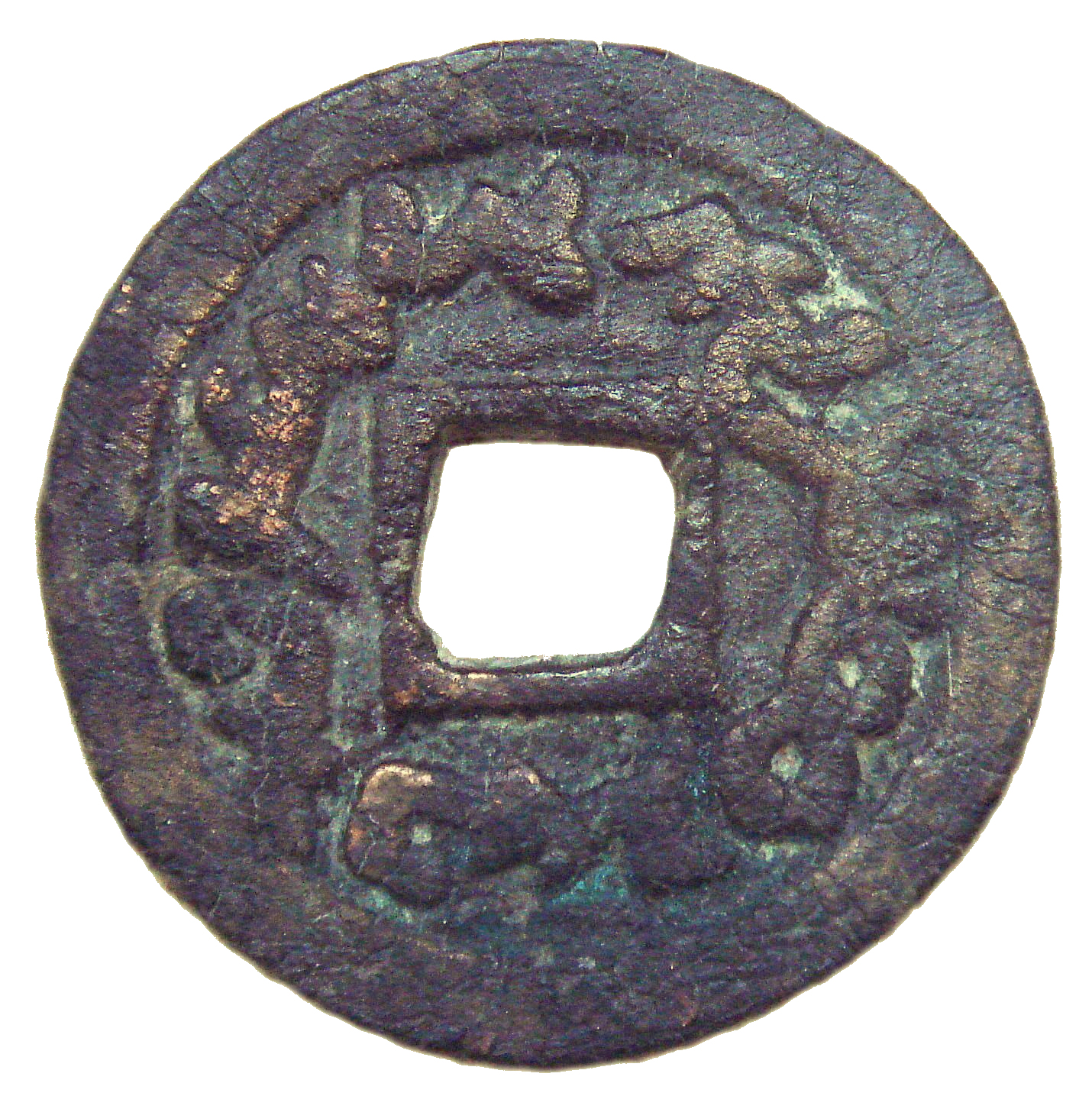
소그드 주화, 8세기 AD. 대영박물관
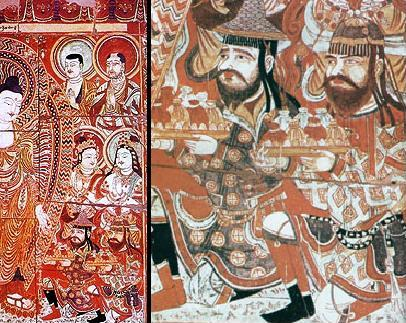
부처에게 공물(供物)을 바치는 소그드 상인들, 투르판 베제클리크 천불동, 8세기 AD.

## 같이 보기
- 트란스옥시아나